# Вілька Кунинська
Вілька Кунинська — колишнє село на території Яворівського району Львівської області.

## Історія
Засноване до 1665 року. В селі діяла парафіяльна мурована церква Покрови Пресвятої Богородиці, збудована 1905 року та належала до Жовківського деканату Перемиської єпархії УГКЦ та каплиця Пресвятої трійці, священиком був Семен Крут.
В «Географічному словнику Королівства Польського та інших земель слов'янських» подається наступна інформацію про Вільку Кунинську:
|  | Вілька Кунинська (пол. Wólka Kunińska) — село у Жовківському повіті, 21 км на захід від повітового суду в Жовкві, 14 км на південний-захід від пошти в Добросині. На північний-схід і схід лежить Кунин, на південь і південний-захід лежить Вишенька Мала (городоцький повіт), на північ Магерів (Рава-Руський повіт). В північній частині села утворюється потік Деревенька — притока Свині (який також у верхній течії називається Свиня) і пливе на схід. Власність менша має орної ріллі 369, лугів і городів 16, пасовищ 101, лісу 4 морги. В 1890 році було 63 будинки, 383 жителі в гміні. (349 греко-католиків, 12 римо-католиків, 22 ізраеліти; 370 русинів, 5 поляків, 8 інших народностей). Парафія римо-католицька в Жовкві, греко-католицька на місці, Жовківського деканату. В селі є дерев'яна церква, з якою пов'язана легенда про те, що під час татарського нападу татари вирубали отвір у східних дверях, який люди показують донині |

.
На 1 січня 1939 року у селі мешкало 450 осіб — 440 українців та 10 євреїв.